# Cash Box
Cash Box (o Cashbox) era una rivista settimanale statunitense, pubblicata dal luglio 1942 al 16 novembre 1996, la cui missione consisteva nella premiazione dei singoli di maggior successo.

## Cronologia classifica

### Anno 1960
Negli Stati Uniti, il musicista Percy Faith ha raggiunto per 8 volte consecutive la testa alla classifica con il singolo, Theme from a Summer Place. Elvis Presley invece, primo in classifica vi è rimasto, ma non consecutivamente, con 3 singoli differenti: Stuck On You, It's Now Or Never, Are You Lonesome To-night?.
I musicisti in testa alla classifica nel corso del 1960 sono stati:
- Dal 2 al 16 gennaio Frankie Avalon con il singolo Why
- Dal 23 gennaio al 6 febbraio Johnny Preston con il singolo Running Bear
- Dal 13 al 20 febbraio Mark Dinning con il singolo Teen Angel
- Dal 27 febbraio al 16 aprile Percy Faith con il singolo  Theme from a Summer Place
- Dal 23 aprile al 14 maggio Elvis Presley con il singolo Stuck On You
- Dal 21 maggio al 18 giugno Everly Brothers con il singolo Cathy's Clown
- Dal giugno 25 a luglio 29 Connie Francis con il singolo Everybody's Somebody's Fool
- Il 16 luglio Hollywood Argyles con Dante & Evergreens con il singolo Alley-Oop
- Dal 23 al 30 luglio Brenda Lee con il singolo I'm sorry
- Il 6 agosto Brian Hyland con il singolo Itsy Bitsy Teenie Weenie Yellow Polkadot Bikini
- Dal 13 agosto a 3 settembre Elvis Presley con il singolo It's Now Or Never
- Dal 10 settembre al 1º ottobre Chubby Checker con il singolo The Twist
- L'8 ottobre Connie Francis con il singolo My Heart Has A Mind Of Its Own
- Dal 15 ottobre al 19 novembre The Drifters con il singolo Save The Last Dance For Me
- Dal 26 novembre al 31 dicembre Elvis Presley con il singolo Are You Lonesome To-night?

### 1961
Nel 1961 il record di settimane consecutive lo ottiene Jimmy Dean con il singolo, Big Bad John,  in testa per 5 volte consecutive: dal 4 al 25 novembre.
I musicisti e le band che hanno raggiunto la prima posizione della classifica nel corso del 1961:
- Il 7 gennaio Bert Kaempfert & Orchestra con il singolo Wonderland By Night
- Dal 14 al 21 gennaio Ferrante & Teicher con il singolo Exodus
- Dal 28 gennaio al 4 febbraio Shirelles con il singolo Will You Love Me Tomorrow
- Dall'11 febbraio al 4 marzo Lawrence Welk con il singolo Calcutta
- L'11 marzo Chubby Checker con il singolo Pony Time
- Dal 18 al 25 marzo Elvis Presley con il singolo Surrender
- Dal 1º al 15 aprile Marcels con il singolo Blue Moon
- Dal 22 al 29 aprile Del Shannon con il singolo Runaway
- Dal 6 al 13 maggio Ernie K-Doe con il singolo Mother-In-Law
- Il 20 maggio Del Shannon con il singolo Runaway
- Il 27 maggio Ernie K-Doe con il singolo Mother-In-Law
- Il 3 giugno Roy Orbison con il singolo Running Scared
- Dal 19 al 24 giugno Ricky Nelson con il singolo Travelin' Man
- Dal 1º al 15 luglio Gary (U.S.) Bonds con il singolo Quarter To Three
- Dal 22 luglio al 12 agosto Bobby Lewis con il singolo Tossin' And Turnin'
- Dal 19 agosto al 9 settembre The Highwaymen con il singolo Michael
- Dal 16 al 30 settembre Bobby Vee con il singolo Take Good Care Of My Baby
- Il 7 ottobre Roy Orbison con il singolo Crying
- Il 14 ottobre Ray Charles con il singolo Hit The Road Jack
- Dal 21 al 28 ottobre Dion con il singolo Runaround Sue
- Dal 4 novembre al 2 dicembre Jimmy Dean con il singolo Big Bad John
- Dal 9 al 30 dicembre The Tokens con il singolo The Lion Sleeps Tonight

### 1962
Nel 1962 s'imposero, anche se non consecutivamente, i Four Seasons con 2 singoli, Big Girls Don't Cry e Sherry , in prima posizione, rispettivamente, 6 e 4 volte di seguito. Big Girls Don't Cry è stato anche il singolom più volte e consecutivamente in testa alla classifica.
I musicisti e le band in testa alla classifica nel corso del 1962 sono stati:
- Dal 6 al 27 gennaio Chubby Checker con il singolo The Twist
- Dal 3 febbraio al 3 marzo Gene Chandler con il singolo Duke Of Earl
- Dal 10 al 31 marzo Bruce Channel con il singolo Hey! Baby
- Il 7 aprile Chubby Checker e Dee Dee Sharp con il singolo Slow Twistin'
- Il 14 aprile Elvis Presley con il singolo Good Luck Charm
- Il 21 aprile Shelley Fabares con il singolo Johnny Angel
- Il 28 aprile Dee Dee Sharp con il singolo Mashed Potato Time
- Dal 5 al 12 maggio Shirelles con il singolo Soldier Boy
- Il 19 maggio Acker Bilk con il singolo Stranger On The Shore
- Dal 26 maggio al 23 giugno Ray Charles con il singolo I Can't Stop Loving You
- Dal 30 giugno al 7 luglio David Rose & Orchestra con il singolo The Stripper
- Dal 14 luglio al 4 agosto Bobby Vinton con il singolo Roses Are Red (My Love)
- L'11 agosto Neil Sedaka con il singolo Breaking Up Is Hard To Do
- Dal 18 agosto al 1º settembre Little Eva con il singolo The Loco-Motion
- Dall'8 settembre al 13 ottobre Four Seasons con il singolo Sherry
- Dal 20 ottobre al 3 novembre Bobby Pickett e Crypt-Kickers con il singolo Monster Mash
- Dal 10 novembre all'8 dicembre Four Seasons con il singolo Big Girls Don't Cry
- Il 15 dicembre Elvis Presley con il singolo Return to Sender
- Il 22 dicembre Chubby Checker con il singolo Limbo Rock
- Il 29 dicembre The Tornados con il singolo Telstar

### 1963
Nel 1963 il record di settimane consecutive, 5 volte di seguito, lo ha ottenuto Singing Nun con il singolo, Dominique: dal 30 novembre al 28 dicembre.
I musicisti e le band che hanno raggiunto la prima posizione in classifica nel corso del 1963 sono stati:
- Dal 5 al 12 gennaio Tornadoes con il singolo Telstar
- Dal 19 al 26 gennaio Steve Lawrence con il singolo Go Away Little Girl
- Il 2 febbraio Rooftop Singers con il singolo Walk Right In
- Dal 9 febbraio al 2 marzo Paul & Paula con il singolo Hey Paula
- Dal 9 al 16 marzo Four Seasons con il singolo Walk Like A Man
- Il 23 marzo Ruby & Romantics con il singolo Our Day Will Come
- Dal 30 marzo al 20 aprile The Chiffons con il singolo He's So Fine
- Il 27 aprile Andy Williams con il singolo Can't Get Used To Losing You
- Dal 4 al 18 maggio Little Peggy March con il singolo Will Follow Him
- Il 25 maggio Jimmy Soul con il singolo If You Wanna Be Happy
- Dal 1º all'8 giugno Lesley Gore con il singolo It's My Party
- Dal 15 giugno al 6 luglio Kyū Sakamoto con il singolo Sukiyaki
- Dal 13 al 20 luglio Essex con il singolo Easier Said Than Done
- Il 27 luglio Jan & Dean con il singolo Surf City
- Dal 3 al 24 agosto Little Stevie Wonder con il singolo Fingertips
- Il 31 agosto Allan Sherman con il singolo Hello Mudduh, Hello Fadduh! (A Letter From Camp)
- Dal 7 al 14 settembre The Angels con il singolo My Boyfriend's Back
- Dal 21 settembre al 5 ottobre Bobby Vinton con il singolo Blue Velvet
- Il 12 ottobre The Ronettes con il singolo Be My Baby
- Dal 19 ottobre al 2 novembre Jimmy Gilmer & Fireballs con il singolo Sugar Shack
- Dal 9 al 16 novembre Nino Tempo e April Stevens con il singolo Deep Purple
- Il 23 novembre Dale & Grace con il singolo I'm Leaving It Up to You
- Dal 30 novembre al 28 dicembre Singing Nun con il singolo Dominique

### 1964
Nel 1964 i Beatles molto spesso raggiungono la testa alla classifica, ottenendo sia il record di più presenze consecutive che non consecutivo .. I Beatles, peraltro, sono stati in testa consecutivamente 17 volte, ma con 4 singoli diversi: I Want to Hold Your Hand, She Loves You, Twist and Shout, Can't Buy Me Love.
Nell'elenco i musicisti e le band, che hanno raggiunto la testa della classifica nel corso del 1964 :
- Il 4 gennaio Bobby Vinton con il singolo There! I've Said It Again
- Dall'11 al 18 gennaio Kingsmen con il singolo Louie Louie
- Dal 25 gennaio al 14 marzo Beatles con il singolo I Want to Hold Your Hand
- Dal 21 al 28 marzo Beatles con il singolo She Loves You
- Il 4 aprile Beatles con il singolo Twist and Shout
- Dall'11 aprile al 9 maggio Beatles con il singolo Can't Buy Me Love
- Il 16 maggio Louis Armstrong e All Stars con il singolo Helly, Dolly!
- Il 23 maggio Beatles con il singolo Love Me Do
- Il 30 maggio Mary Wells con il singolo My Guy
- Dal 6 al 20 giugno Dixie Cups con il singolo Chapel Of Love
- Il 27 giugno Peter and Gordon con il singolo A World Without Love
- Il 4 luglio Beach Boys con il singolo I Get Around
- Dall 11 al 18 luglio The Four Seasons con il singolo Rag Doll
- Dal 25 luglio all'8 agosto Beatles con il singolo A Hard Day's Night
- Il 15 agosto Dean Martin con il singolo Everybody Loves Somebody
- Dal 22 al 29 agosto The Supremes con il singolo Where Did Our Love Go
- Dal 5 al 19 settembre The Animals con il singolo The House Of The Rising Sun
- Dal 26 settembre al 10 ottobre Roy Orbison e Candy Men con il singolo Oh, Pretty Woman
- Dal 17 al 24 ottobre Manfred Mann con il singolo Do Wah Diddy Diddy
- Il 31 ottobre Gale Garnett con il singolo We'll Sing In The Sunshine
- Il 7 novembre J. Frank Wilson & the Cavaliers con il singolo Last Kiss
- Dal 14 al 21 novembre The Supremes con il singolo Baby Love
- Il 28 novembre Shangri-Las con il singolo Leader Of The Pack
- Il 5 dicembre Zombies con il singolo She's Not There
- Il 12 dicembre Lorne Greene con il singolo Ringo
- Il 19 dicembre Beatles con il singolo I Feel Fine
- Il 26 dicembre Supremes con il singolo Come See About Me

### 1965
Nel 1965 sono sempre i Beatles ad ottenere il record di presenze in prima posizione, ma non consecutive, con 5 singoli differenti: I Feel Fine, Eight Days a Week, Yesterday, Help!, Ticket to Ride
Nell'elenco i musicisti e le band, che hanno raggiunto la prima posizione nel corso del 1965 :
- Dal 2 al 16 gennaio Beatles con il singolo I Feel Fine
- Dal 23 al 30 gennaio Petula Clark con il singolo Downtown
- Dal 6 al 20 febbraio Righteous Brothers con il singolo You've Lost That Lovin' Feelin'
- Il 27 febbraio Gary Lewis e Playboys con il singolo This Diamond Ring
- Dal 6 al 20 marzo Beatles con il singolo Eight Days a Week
- Il 27 marzo Supremes con il singolo Stop! In the Name of Love
- Il 3 aprile Herman's Hermits con il singolo Can't You Hear My Heartbeat
- Dal 10 al 17 aprile Freddie & Dreamers con il singolo I'm Telling You Now
- Il 24 aprile Wayne Fontana e Mindbenders
- Dal 1º al 22 maggio Herman's Hermits con il singolo Mrs. Brown You've Got a Lovely Daughter
- Il 29 maggio Beatles con il singolo Ticket to Ride
- Il 5 giugno Supremes con il singolo Back in My Arms Again
- Il 12 giugno Beach Boys con il singolo Help Me, Rhonda
- Dal 19 al 26 giugno Four Tops con il singolo I Can't Help Myself (Sugar Pie, Honey Bunch)
- Il 3 luglio Byrds con il singolo Mr. Tambourine Man
- Dal 10 al 31 luglio Rolling Stones con il singolo (I Can't Get No) Satisfaction
- Il 7 agosto Herman's Hermits con il singolo I'm Henry VIII, I Am
- Dal 14 al 21 agosto Sonny & Cher con il singolo I Got You Babe
- Dal 28 agosto all'11 settembre Beatles con il singolo Help!
- Il 18 settembre Bob Dylan con il singolo Like a Rolling Stone
- Il 25 settembre Barry McGuire con il singolo Eve of Destruction
- Il 2 ottobre McCoys con il singolo Hang on Sloopy
- Dal 9 al 16 ottobre Beatles con il singolo Yesterday
- Il 23 ottobre Toys con il singolo A Lover's Concerto
- Il 30 ottobre Beatles con il singolo Yesterday
- Dal 6 al 13 novembre Rolling Stones con il singolo Get Off of My Cloud
- Il 20 novembre Supremes con il singolo I Hear a Symphony
- Il 27 novembre Len Barry con il singolo 1-2-3
- Il 4 dicembre Byrds con il singolo Turn! Turn! Turn! (To Everything There Is a Season)
- Il 11 dicembre The Four Seasons con il singolo Let's Hang On!
- Il 18 dicembre Herb Alpert e Tijuana Brass
- Il 25 dicembre Dave Clark Five con il singolo Over and Over

### 1966
Nel 1966 sono ancora i Beatles, ad imporsi nella classifica di Cash Box per 4 volte consecutive con il singolo, We Can Work It Out.
Nell'elenco i musicisti e le band, che hanno raggiunto la testa della classifica nel corso del 1966 :
- Dal 1º al 22 gennaio Beatles con il singolo We Can Work It Out
- Il 29 gennaio Simon & Garfunkel con il singolo The Sound of Silence
- Il 5 febbraio Beach Boys con il singolo Barbara Ann
- Dal 12 al 19 febbraio Lou Christie con il singolo Lightnin' Strikes
- Il 26 febbraio Nancy Sinatra con il singolo These Boots Are Made for Walkin'
- Dal 5 al 26 marzo SSgt. Barry Sadler con il singolo The Ballad Of The Green Berets
- Il 2 aprile Rolling Stones con il singolo 19th Nervous Breakdown
- Il 9 aprile Lovin' Spoonful con il singolo Daydream
- Dal 16 al 23 aprile Righteous Brothers con il singolo (You're My) Soul And Inspiration
- Il 30 aprile Young Rascals con il singolo Good Lovin'
- Dal 7 al 21 maggio Mama's & The Papa's con il singolo Monday, Monday
- Il 28 maggio Percy Sledge con il singolo When A Man Loves A Woman
- Il 4 giugno The Mindbenders con il singolo A Groovy Kind of Love
- L'11 giugno Rolling Stones con il singolo Paint It, Black
- Il 18 giugno Frank Sinatra con il singolo Strangers In The Night
- Dal 25 giugno al 2 luglio Beatles con il singolo Paperback Writer
- Dal 9 al 16 luglio Tommy James e The Shondells con il singolo Hanky Panky
- Il 23 luglio The Troggs con il singolo Wild Thing
- Il 30 luglio Napoleon XIV con il singolo They're Coming to Take Me Away Ha Haa!
- Il 6 agosto Sam The Sham e Pharaohs con il singolo Lil' Red Riding Hood
- Dal 13 al 20 Lovin' Spoonful con il singolo Summer In The City
- Il 27 agosto Bobby Hebb con il singolo Sunny
- Il 3 settembre Donovan con il singolo Sunshine Superman
- Il 10 settembre Beatles con il singolo Yellow Submarine
- Il 17 settembre Supremes con il singolo You Can't Hurry Love
- Dal 24 settembre all'8 ottobre The Association con il singolo Cherish
- Il 15 ottobre Four Tops con il singolo Reach Out I’ll Be There
- Il 22 ottobre Question Mark & Mysterians con il singolo 96 Tears
- Dal 29 ottobre al 5 novembre Monkees con il singolo Last Train To Clarksville
- Il 12 novembre Johnny Rivers con il singolo Poor Side Of Town
- Il 19 novembre Beach Boys con il singolo Good Vibrations
- Il 26 novembre The New Vaudeville Band con il singolo Winchester Cathedral
- Il 3 dicembre Supremes con il singolo You Keep Me Hangin' On
- Dal 10 al 17 dicembre The New Vaudeville Band con il singolo Winchester Cathedral
- Dal 24 al 31 The Monkees con il singolo I'm a Believer

### 1967
Nel 1967 in classifica il tormentone, I'm a Believer dei Monkees, riesce a collocarsi in prima posizione per 6 settimane consecutive.
Nell'elenco i musicisti e le band, che hanno raggiunto la prima posizione nel corso del 1967:
- Dal 7 gennaio all'11 febbraio The Monkees con il singolo I'm a Believer
- Il 18 febbraio The Seekers con il singolo Georgy Girl
- Il 25 febbraio Rolling Stones con il singolo Ruby Tuesday
- Il 4 febbraio Supremes con il singolo Love Is Here And Now You're Gone
- L'11 marzo Rolling Stones con il singolo Ruby Tuesday
- Dal 18 al 25 marzo Beatles con il singolo Penny Lane
- Dal 1º all'8 The Turtles con il singolo Happy Together
- Il 15 aprile Nancy Sinatra e Frank Sinatra con il singolo Somethin' Stupid
- Dal 22 al 29 aprile Monkees con il singolo A Little Bit Me, A Little Bit You
- Il 6 maggio Nancy Sinatra e Frank Sinatra con il singolo Somethin' Stupid
- Il 13 maggio Supremes con il singolo The Happening
- Dal 20 al 27 maggio Young Rascals con il singolo Groovin'
- Il 3 giugno The Happenings con il singolo I Got Rhythm
- Dal 10 al 17 giugno Aretha Franklin con il singolo Respect
- Il 24 giugno Young Rascals con il singolo Groovin'
- Dal 1º all'8 luglio Association con il singolo Windy
- Il 15 luglio Frankie Valli con il singolo Can't Take My Eyes Off You
- Il 22 luglio Association con il singolo Windy
- Il 29 luglio Frankie Valli con il singolo Can't Take My Eyes Off You
- Il 5 agosto Doors con il singolo Light My Fire
- Dal 12 al 19 agosto Beatles con il singolo All You Need Is Love